# Miller zu Aichholz

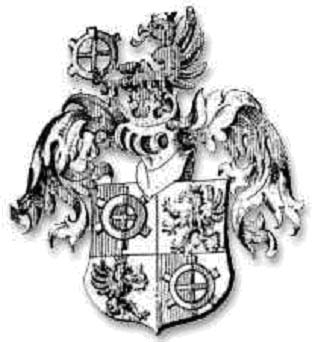
Herb rodu według herbarza Siebmachera

Ritter von Miller zu Aichholz – szlachecka rodzina austriacka wywodząca się z burżuazji, a dziś spokrewniona z wieloma rodami panującymi w Europie.
Rodzina przedsiębiorców z Tyrolu. Joseph Müller przybył do Wiednia w 1811 roku, gdzie pracował w drogeriach. W 1826 roku kupił aptekę Grittner, już 1839 roku prowadził pierwsze krajowe rafinerie cukru trzcinowego w Wiedniu. Zakładał też rodzinne fabryki włókiennicze, oraz kupował zakłady metalurgiczne w Czechach i na Śląsku. W Trieście, mieście swoich urodzin, założył filię eksportującą produkty poza Europę. Joseph nosił jeszcze nazwisko Müller Aichholz w 1845 roku, bo tak podpisywał się jako szef rodzinnego biura w Trieście. Następnie rodzina ta używała od 1860 roku nazwiska Miller Aichholz, a od 1865 roku już nazwiska Ritter von Miller Aichholz.